# Střížovice (ort i Tjeckien, Södra Böhmen)
Střížovice är en ort i Tjeckien.   Den ligger i regionen Södra Böhmen, i den centrala delen av landet, 120 km söder om huvudstaden Prag. Střížovice ligger 534 meter över havet och antalet invånare är 601.
Terrängen runt Střížovice är lite kuperad. Runt Střížovice är det ganska glesbefolkat, med 23 invånare per kvadratkilometer. Närmaste större samhälle är Jindřichův Hradec, 11,2 km väster om Střížovice. I omgivningarna runt Střížovice växer i huvudsak barrskog.